# Hinkkasaari
Hinkkasaari är en ö i Finland. Den ligger i sjön Vuohijärvi och i kommunen Mäntyharju i den ekonomiska regionen  S:t Michel och landskapet Södra Savolax, i den södra delen av landet, 150 km nordost om huvudstaden Helsingfors. Öns area är 1,7 hektar och dess största längd är 490 meter i sydväst-nordöstlig riktning.